# БПЛ Пегаз 011
БПЛ Пегаз 011 је прототип тактичке беспилотне летелице развијен на Војнотехничком институту, премијерно приказан на сајму наоружања Партнер 2011 28. јуна 2011.

## Развој
Пегаз је развијен као пројекат у Војнотехничком институту у Жаркову. Развој, опит и серијску производњу је усавршио "ББ Композит" из Батајнице. Развијана је од марта 2010. године, а први пут је представљена на сајму наоружања и војне опреме „Партнер 2011“. Први лет је обавила 5. јуна 2015.
Карактеристике извиђачке беспилотне летелице предвиђају да у ваздуху може да остане до 12 сати, и да има оперативни радијус од 100 до 150 километара. Испод трупа летелица има простор за смештај терета у који се складишти дневна и ноћна камера, ласерски обележивач и ласерски даљиномер, а алтернативно може да носи и радар.
На крилима може носити по једну противоклопну ракету.
Летелица за полетање и слетање може да користи тврде подлоге, бетонске или травнате, дужине до 400 метара а за случај принудног слетања има и падобран. „Пегаз“ има боксер мотор од 43 коњске снаге, покреће је дрвена двокрака елиса а труп и крила су јој израђени од композитних материјала. Има распон крила од 6,34 метра, дужину од 5,4 метра и максималну брзину од 200 километра на сат. Може да лети до 6.000 метра висине, уз брзину крстарења од 150 километара на сат.
У току 2020.године, заједно са партнерима из Народне Републике Кине започет процес репројектовања беспилотне летелице Пегаз, како би могла да прихвати додатну опрему, авионику, опто-електронске системе и инсталацију наоружања. Тако заједнички модификована и опремљена летелица биће тестирана, укључујући и бојево гађање ласерски вођеним ракетама ради увођења у наоружање Војске Србије. Пегаз би требало да буде сличан кинеском ЦХ-92А које Војска Србије већ поседује, с тим што ће бити мањих димензија и самим тим ће имати мању носивост.

## Карактеристике[3][4]
- - Мотор: двоцилиндрични боксер мотор
  - Снага: 32 KW (43 KS)
  - Пропелер : дрвена, двокрака потисна
  - Распон крила: 6,34 m
  - Површина крила: 4,24 m
  - Дужина: 5,395 m
  - Маса празне летелице: 120 kg
  - Маса опреме мисије: 30-55 kg
  - Максимална полетна маса: 230 kg
  - Максимална брзина: 210 km/h
  - Брзина крстарења: 130 -150 km/h
  - Оперативна висина: 3000 m
  - Истрајност лета: 12 h
  - Опсег: 100 - 150 km
  - Полетање: аутоматско са писте /катапулт
  - Слетање: аутоматско на писту /падобраном
  - Командни линк: UHF Радио, frequency-hopping  Видео линк: Дигитални кодирани   Вођење: Командовани лет (аутопилоти)                                           Аутономни лет (програмирана путања)